# Der weiße Dämon
Der weiße Dämon ist ein deutsches Spielfilmdrama aus dem Jahre 1932. Unter der Regie von Kurt Gerron spielt Hans Albers die Hauptrolle.

## Handlung
Konsul Gorre ist der Chef einer internationalen Drogenschmugglerbande, der auch der morphiumabhängige Theaterregisseur Urussew, der Marquis d'Esquillon, Sektionschef der Gang in Paris, und ein Mann, der nur „der Bucklige“ genannt wird und für den Import des Rauschgifts aus Übersee zuständig ist, angehören. Die Verbrecherbande reist unter dem Deckmantel einer international auftretenden Theatertourneetruppe, zu der sich als Hauptdarstellerin die junge Künstlerin Gerda Gildemeister gesellt hat. Gerdas Bruder ist der „Hamburger Jung“ Heini Gildemeister, der nach jahrelanger Abwesenheit, die er in Südamerika verbracht hatte, mit dem Schiff endlich wieder in seine Vaterstadt zurückkehrt. Auf dieser Heimfahrt rettet er den Sohn Gorres, nachdem dieser über Bord gefallen war. 
Wieder daheim, macht Heini eine schreckliche Entdeckung: Schwester Gerda ist nur noch ein Wrack, an Körper, Geist und Seele sehr schwach und kränkelnd. Jahrelanger Morphium-Missbrauch hat sie stark in Mitleidenschaft gezogen. Sie ist komplett abhängig geworden und kann ohne diese Droge, auch der „weiße Dämon“ genannt, kaum mehr auf die Beine kommen. Heini entdeckt in der Tasche Doras, einer Freundin Gerdas, eine entsprechende Spritze und erhält vom Theaterarzt die Bestätigung, dass seine Schwester durch den jahrelangen Drogenkonsum zur abhängigen Morphinistin geworden ist. Sofort bringt Heini sie in das nächste Krankenhaus. Da aber Gerda am nächsten Tag im Rahmen einer Tournee nach Paris reisen soll, sind sofort die Bandenmitglieder zur Stelle und holen sie aus dem Hospital wieder heraus. Man zwingt Gerda, ihren Bruder anzurufen und ihn zu einem Treffen in einer als Drogenkneipe verrufenen Pinte zu bestellen.
Als Heini dort erscheint, versucht die Bande, den „Störenfried“ zu überwältigen, doch der ganze Kerl von einem Mann kann sich befreien und nimmt nun auf eigene Faust die Verfolgung der Bande auf, da die zuvor informierte Polizei keine wirkliche Hilfe ist. Heini will unbedingt verhindern, dass Gerda auch nur einen Tag länger in der Obhut der skrupellosen Dealer bleibt. Doch dies misslingt Heini, denn Gerda geht für einen Gesangsauftritt mit der Theatertruppe in die französische Hauptstadt, wo man sie im Hause des Marquis festhält. Der Marquis erklärt Heini, dass Gerda (im Fieberwahn, wie sich herausstellt) einen Wechsel gefälscht habe – in der Hoffnung, dass Heini nun endlich Ruhe gibt, um seine Schwester nicht ins Gefängnis wandern zu lassen. Konsul Gorre, der seit der Rettung seines Sohnes auf dem Überseedampfer in Heinis Schuld steht, hilft diesem, Gerda zu befreien, damit Heini sie augenblicklich in ein Sanatorium bringen kann. Doch weiß Heini noch immer nicht, um wen es sich bei dem vorgeblich Verbündeten wirklich handelt. 
Heini Gildemeister lässt auch weiterhin nicht locker und heftet sich an die Fersen der Verbrecherbande. In Lissabon kann er dafür sorgen, dass man „den Buckligen“ verhaftet, während Urussew, der seine Kumpels verraten hat, erschossen wird. Auf dem Heimflug mit Dora und Gorre entlarvt Heini nun auch den ominösen Konsul als Kopf der Bande. In selbstmörderischer Absicht stürzt sich dieser daraufhin in den Atlantik. Heini und Gerdas Künstlerkollegin Dora, mit der er sich in der Zwischenzeit angefreundet hat, kehren als Freunde fürs Leben nach Hamburg zurück.

## Produktionsnotizen
Der weiße Dämon entstand ab dem 20. Juni 1932 bis in den August desselben Jahres hinein in Portugal und Spanien sowie auf dem Hapag-Dampfer Emil Kirdorf, im Cuxhavener Hafen und auf der MS General Osorio (allesamt Außenaufnahmen). Die Uraufführung erfolgte am 19. November 1932 in Berlins Ufa-Palast am Zoo. 
Der Film sollte ursprünglich Rauschgift heißen, erhielt mit diesem Titel aber erhebliche Probleme bei der deutschen Filmzensur, die einen für Drogen werbenden Charakter im Film befürchtete. Entsprechende Szenen mussten laut einem Beschluss vom 10. November 1932 getilgt werden. In Österreich wurde der Filmtitel Rauschgift hingegen zugelassen.
Julius von Borsody entwarf die Filmbauten, Günther Anders assistierte Chefkameramann Carl Hoffmann. Hermann Hoffmann entwarf die Kostüme, Erich Holder assistierte Regisseur Gerron. Für den Ton sorgte Walter Rühland.
Der einstige Star des frühen Stummfilms, Eva Speyer, spielte hier seine (nunmehr sehr klein gewordene) letzte Filmrolle, Karl John wiederum gab hier sein Filmdebüt.
Eine französische Fassung dieses Films mit Jean Murat in der Albers-Rolle entstand zeitgleich unter dem Titel Stupéfiants.

## Rezeption
In der Fachpublikation „Der Film“ heißt es: „Der Regisseur Kurt Gerron läßt … den Ereignissen ihren fabelfreudigen Verlauf und fabuliert voller Fröhlichkeit mit, aus Schauspielerlaune heraus. (…) Er setzt seine einzigen Trümpfe ein und weiß sie auszunutzen den heftig extemporierenden Albers, der sich auslebt, … den hervorragenden Lorre, der mit packender Verhaltenheit spielt, … die diesmal überraschend gute Gerda Maurus …“

„Albers ein fabelhafter Junge. Sonst ein Schmarren.“